# Derek Daypuck
Pas d'image ? Cliquez ici

a Compétitions nationales et continentales officielles uniquement.

b Matchs officiels uniquement.
Dernière mise à jour le 12 février 2024.
Derek Martin Daypuck, né le 20 février 1978 à London, est un joueur de rugby à XV, qui joue avec l'équipe du Canada et avec le club de Castaway-Wanderers, évoluant au poste de demi d'ouverture, de centre ou à l'arrière (1,83 m pour 93 kg).

## Carrière

### En club
- 2006-2007 : Castaway Wanderers Rugby Football Club

### En équipe nationale
Il a eu sa première cape internationale le 13 juin 2004, à l’occasion d’un match contre l'équipe d'Angleterre A.

## Palmarès
- 17 sélections avec l'équipe du Canada
- 54 points
- 1 essai, 5 transformations, 1 drop, 12 pénalités
- Sélections par année : 4 en 2004, 5 en 2005, 6 en 2006, 1 en 2007.
- Participation à la Coupe du monde de rugby à XV : 2007 (1 match).